# University of Leeds

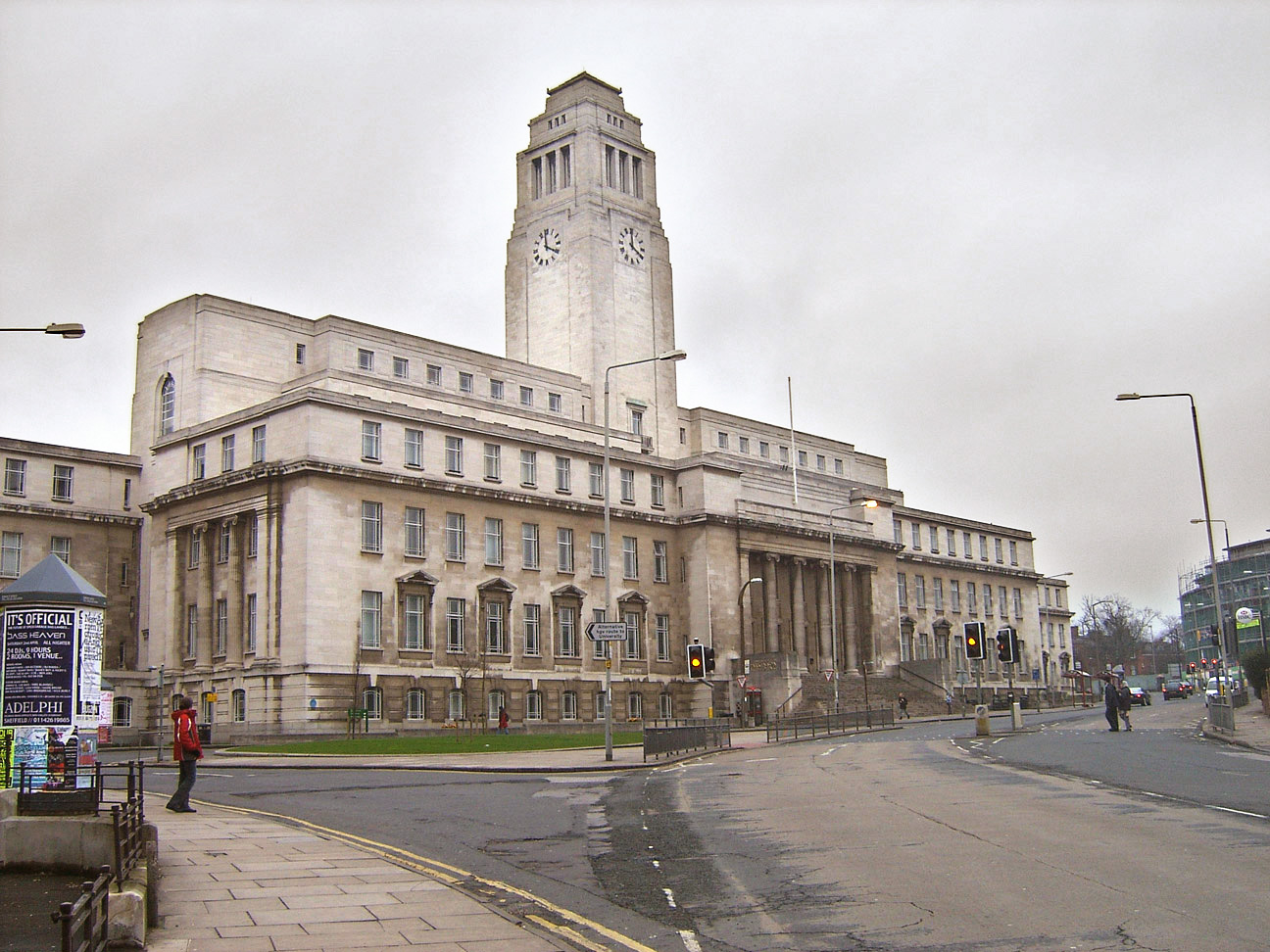
The Parkinson Building, University of Leeds

University of Leeds har sin grund i Leeds School of Medicine som grundades 1831 och Yorkshire College of Science som grundades 1874. 1884 slogs de bägge institutionerna samman och 1887 bildade de, tillsammans med Owens College, Manchester och University College, Liverpool, Victoria University. Snart ville dock städerna ha sina egna universitet och 1904 bildades University of Leeds.
Universitet har 7 450 anställda och 31 500 studenter (52 100 inklusive studenter som går kortare kurser). Det omsätter årligen drygt 4 miljarder kronor (320 miljoner pund). 
Universitet tillhör Russell-gruppen. Det är det universitet i Storbritannien som har störst externfinansiering från industrin.
Biblioteket är spritt på sex lokaler och har totalt 2 700 000 volymer samt prenumererar på 9 400 tidskrifter.

## Historia

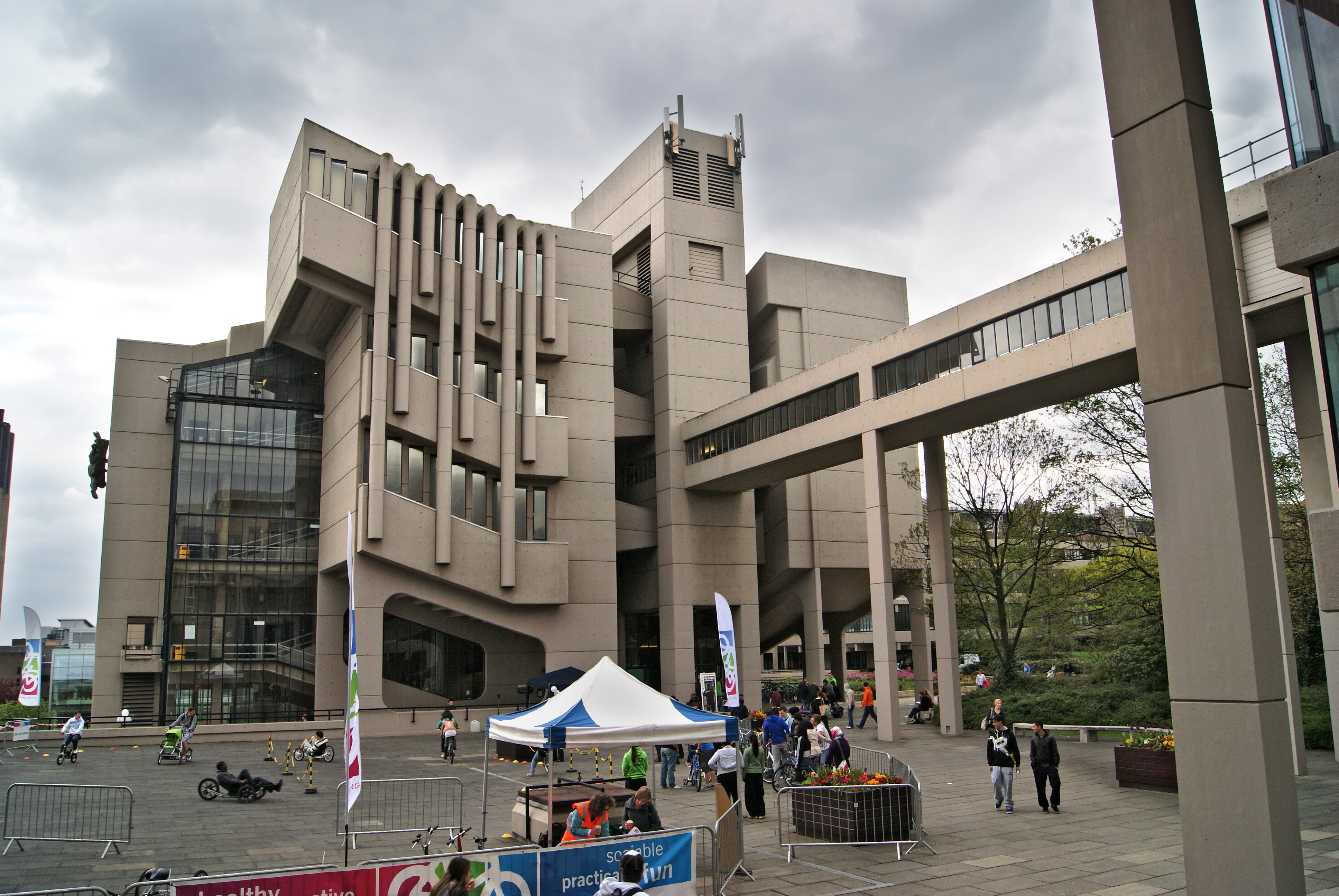
Roger Stevens Building

Yorkshire College of Science hade tidigt en stark inriktning mot teknik och tillämpad vetenskap. Mycket beroende på de starka kopplingar som fanns till den lokala industrin. 
Då många som ville studera vidare behövde bredare kunskaper för att kunna ta examen kom en breddning till andra ämnesområden att ske.

## Kända personer
som tagit examen eller arbetat vid universitetet
- William Bragg, nobelpristagare i fysik
- Wole Soyinka, nobelpristagere i litteratur
- Jack Straw, Labourpolitiker, underhusledare, utrikesminister 2001–2006